# Al-Âla
Il al-Âla (in arabo الآلة‎?) costituisce un repertorio ed uno stile della nmusica colta arabo-andalusa tipico delle città marocchine di Fès, Rabat e Tétouan, derivato dalla tradizione musicale di al-Andalus, portata nel Maghreb dai rifugiati musulmani andalusi dopo la Reconquista. al-Âla consiste in undici nûba trascritti dal maestro tetouani Muhammad Ibn al-Hasan al-Hayik nel 1799.

## Componimenti
Una suite chiamata nûba costituisce la base di al-Âla. Nonostante questa abbia avuto le sue origini in al-Andalus, la moderna nûba probabilmente venne creata nel Maghreb. Ogni nûba è dominata da un diverso modo musicale. Si dice vi fossero ventiquattro nuba collegate a ciascuna ora del giorno, ma in Marocco sono sopravvissute soltanto undici nuba che racchiudono venticinque "modi andalusi". Ogni nuba è suddivisa in cinque parti chiamate mîzân, ad ognuna delle quali corrisponde un ritmo diverso. I ritmi si susseguono nel seguente ordine in un nuba completo:
1. basît (6/4)
2. qâ'im wa nusf (8/4)
3. btâyhî (8/4)
4. darj (4/4)
5. quddâm (3/4 or 6/8)

Un intero nuba può durare sei o sette ore, anche se questo non accade al giorno d'oggi. Oggi in Marocco, normalmente viene eseguito un solo mîzân per ogni nuba eseguito.
Ogni mizan inizia con un preludio strumentale chiamato tûshiya, m'shaliya o bughya, seguito da una ventina di canzoni (sana'i) che costituiscono l'intero mizan.